# Didn’t It Rain
Didn’t It Rain to drugi album studyjny brytyjskiego muzyka i aktora Hugh Lauriego. Płyta wydana została 6 maja 2013 roku i w całości składa się z utworów bluesowych. Na albumie Laurie gra na pianinie oraz gitarze, a także śpiewa.

## Lista utworów
| Nr  | Tytuł utworu                    | Długość |
| --- | ------------------------------- | ------- |
| 1.  | „The St. Louis Blues”           | 4:23    |
| 2.  | „Junkers Blues”                 | 2:55    |
| 3.  | „Kiss of Fire”                  | 3:27    |
| 4.  | „Vicksburg Blues”               | 4:28    |
| 5.  | „The Weed Smoker's Dream”       | 4:17    |
| 6.  | „Wild Honey”                    | 4:20    |
| 7.  | „Send Me To The 'Lectric Chair” | 5:26    |
| 8.  | „Evenin'”                       | 3:03    |
| 9.  | „Didn’t It Rain”                | 2:52    |
| 10. | „Careless Love”                 | 5:21    |
| 11. | „One For My Baby”               | 4:00    |
| 12. | „I Hate A Man Like You”         | 4:17    |
| 13. | „Changes”                       | 3:58    |
| 14. | „Unchain My Heart”              | 3:41    |
|     |                                 | 56:28   |